# يوسف البذالي
يوسف محمد سيف مزيد عواد عليان البذالي (8 يناير 1977 -)، نائب سابق في مجلس الأمة الكويتي.

## السيرة البرلمانية
شارك يوسف البذالي في انتخابات مجلس الأمة الكويتي 2020 وحصل على المركز الرابع عشر في الدائرة الانتخابية الرابعة برصيد 3,892 صوت ولم يحالفة الحظ بالفوز، كما شارك في انتخابات مجلس الأمة الكويتي 2022 وحصل على المركز العاشر برصيد 4,735 صوت وفاز بالانتخابات، وهو حاصل على درجة البكالوريوس في الهندسة المدنية من المملكة المتحدة، ولديه ماجستير في الإدارة الهندسية من الأردن، وقد تولى العديد من المناصب في بلدية الكويت - العاصمة - كما أنه عضو في جمعية المهندسين الكويتية.